# Guraleus tasmanicus
Guraleus tasmanicus é uma espécie de gastrópode do gênero Guraleus, pertencente a família Mangeliidae.